# Меморіальна дошка

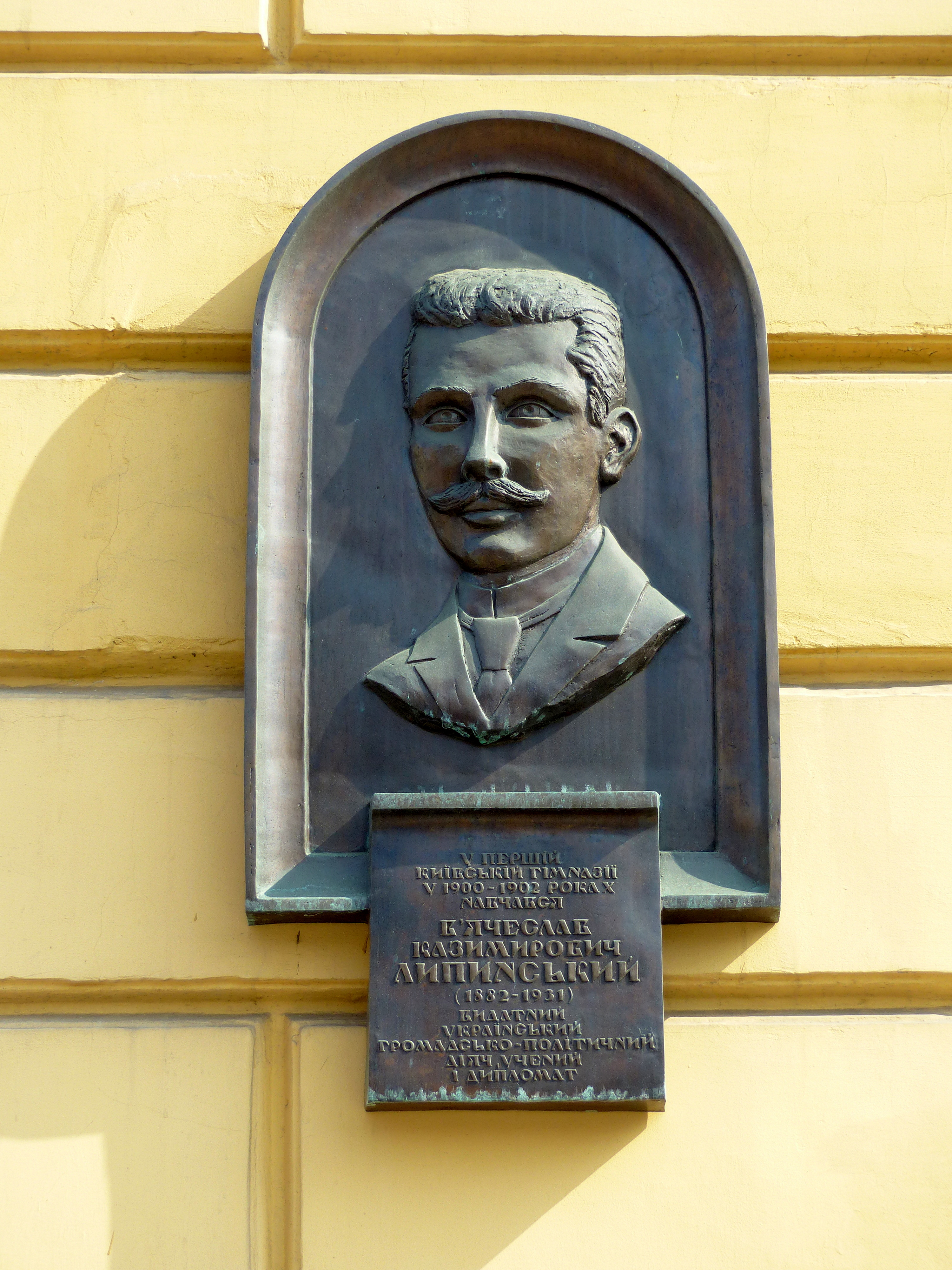
Меморіальна дошка В'ячеславові Липинському у Києві на бульварі Тараса Шевченка, 14.

Меморіальна до́шка або пропа́м'ятна таблиця[джерело?] або пропам'ятна дошка  — плита, зазвичай з довговічного каменю (мармуру, граніту) чи металевого сплаву (бронзи, чавуну), що увічнює пам'ять про знамениту особу або подію. Встановлюється на будівлях, де жила або працювала знаменита особа чи в/біля яких відбулась важлива подія, або поруч із похованнями.